# Crhalj
Crhalj este un sat din comuna Bijelo Polje, Muntenegru. Conform datelor de la recensământul din 2003, localitatea are 476 de locuitori (la recensământul din 1991 erau 636 de locuitori).

## Demografie
În satul Crhalj locuiesc 327 de persoane adulte, iar vârsta medie a populației este de 32,9 de ani (32,4 la bărbați și 33,4 la femei). În localitate sunt 112 gospodării, iar numărul mediu de membri în gospodărie este de 4,25.
|  |

| Demografie | Demografie | Demografie |
| An         | Locuitori  | Locuitori  |
| ---------- | ---------- | ---------- |
|            |            |            |
|            |            |            |
|            |            |            |
|            |            |            |
| 1948       | 522        |            |
| 1953       | 585        |            |
| 1961       | 632        |            |
| 1971       | 670        |            |
| 1981       | 662        |            |
| 1991       | 636        | 613        |
| 2003       | 718        | 476        |

| \| Componența etnică conform recensământului din 2003[2] \| Componența etnică conform recensământului din 2003[2] \| Componența etnică conform recensământului din 2003[2] \| Componența etnică conform recensământului din 2003[2] \| Componența etnică conform recensământului din 2003[2] \| \| ----------------------------------------------------- \| ----------------------------------------------------- \| ----------------------------------------------------- \| ----------------------------------------------------- \| ----------------------------------------------------- \| \| \| \| \| \| \| \| Musulmani \| Musulmani \| \| 366 \| 76,89% \| \| Bosniaci \| Bosniaci \| \| 98 \| 20,58% \| \| Sârbi \| Sârbi \| \| 6 \| 1,26% \| \| necunoscută \| necunoscută \| \| 5 \| 1,05% \| |             |  |     |        |
| Componența etnică conform recensământului din 2003 |             |  |     |        |
| |             |  |     |        |
| Musulmani | Musulmani   |  | 366 | 76,89% |
| Bosniaci | Bosniaci    |  | 98  | 20,58% |
| Sârbi | Sârbi       |  | 6   | 1,26%  |
| necunoscută | necunoscută |  | 5   | 1,05%  |